# (12744) 1992 SQ
(12744) 1992 SQ là một tiểu hành tinh vành đai chính. Nó được phát hiện bởi Atsushi Sugie ở Dynic Astronomical Observatory Nhật Bản, ngày 16 tháng 9 năm 1992.